# Pleun Bierbooms
Pleun Bierbooms (Lieshout, 3 oktober 1998), ook bekend onder haar artiestennaam Plume, is een Nederlandse zangeres.
Bierbooms nam deel aan de jaarlijkse Strabrecht's Got Talent-avond op het Strabrecht College te Geldrop. Haar muziekdocente motiveerde haar om met zang door te gaan. In 2012 won Bierbooms The Voice of Nuenen. Ze werd op 17 februari 2017 de winnares van The voice of Holland 2017. Haar coach was Waylon.
In 2017 was Bierbooms gastartiest tijdens de concerten van de Toppers in de Amsterdam ArenA.
Op 3 november 2023 kwam de single 'Love Is Pain' uit. Hiermee bracht Bierbooms voor het eerst een single uit onder haar nieuwe artiestennaam Plume. Na een aantal singles verscheen op 4 oktober 2024 de extended play The Rules.

## Discografie

### Singles
| Single met eventuele hitnotering(en) in de Nederlandse Top 40 | Datum van verschijnen | Datum van binnenkomst | Hoogste positie | Aantal weken | Opmerkingen                 |
| ------------------------------------------------------------- | --------------------- | --------------------- | --------------- | ------------ | --------------------------- |
| What hurts the most                                           | 2017                  | 25-02-2017            | tip14           | -            | Nr. 78 in de Single Top 100 |
| I miss you                                                    | 2017                  | 28-05-2017            | tip12           | -            |                             |